# Караити
Караитите или караими са малочислена (около 25 хиляди души) етническа и религиозна общност, възникнала през 8 век в Багдад и изповядваща авраамическа религия имаща някои различия с юдаизма, същевременно явявайки се поне отначало сектантско юдаистично движение.

## Разпространение
Първоначално общността получава разпространение в Персия, средиземноморските страни, Крим, Полша, Литва и утвърждава активно действащи общини до началото на 20 век. Произхождат основно от гръко-турските райони (Мала Азия) и района на Истанбул, арабските страни – предимно от Египет. Предполага се, че в някаква степен са от тюркски произход, предвид това, че са съсредоточени главно на Кримския полуостров.

## Възгледи и обичаи
В съвременността караитите живеят главно в Крим, Западна Украйна и Литва, говорейки караитски език от кипчакската група тюркски езици. Те признават авторитета единствено на Танах (признават за каноничен само Стария завет), не приемат устната традиция и ортодоксалните равински тълкувания. Не зачитат авторитета на равините и имат свои религиозни лидери. Различават се от традиционната еврейска община по някои ритуали – например не извършват посвещаването в „дете на заповедта“, не зачитат религиозни бракове, благославяни от равини, допускат едновременно приемане на месни и млечни храни и др.